# Слипи-Холлоу (Вайоминг)
Слипи-Холлоу (англ. Sleepy Hollow, Wyoming) — статистически обособленная местность, расположенная в округе Кэмпбелл (штат Вайоминг, США) с населением в 1177 человек по статистическим данным переписи 2000 года.

## География
По данным Бюро переписи населения США статистически обособленная местность Слипи-Холлоу имеет общую площадь в 0,78 квадратных километров, водных ресурсов в черте населённого пункта не имеется.
Слипи-Холлоу расположен на высоте 1390 метров над уровнем моря.

## Демография
По данным переписи населения 2000 года в Слипи-Холлоу проживало 1177 человек, 322 семьи, насчитывалось 361 домашнее хозяйство и 368 жилых домов. Средняя плотность населения составляла около 1 455 человек на один квадратный километр. Расовый состав Слипи-Холлоу по данным переписи распределился следующим образом: 95,41 % — белых, 0,08 % — афроамериканцев, 1,27 % — коренных американцев, 1,02 % — азиатов, 0,42 % — выходцев с тихоокеанских островов, 0,17 % — представителей смешанных рас, 1,61 % — других народностей. Испаноговорящие составили 4,50 % от всех жителей статистически обособленной местности.
Из 361 домашних хозяйств в 63,4 % воспитывали детей в возрасте до 18 лет, 78,4 % представляли собой совместно проживающие супружеские пары, в 5,8 % семей женщины проживали без мужей, 10,8 % не имели семей. 7,5 % от общего числа семей на момент переписи жили самостоятельно, при этом 1,1 % составили одинокие пожилые люди в возрасте 65 лет и старше. Средний размер домашнего хозяйства составил 3,26 человек, а средний размер семьи — 3,42 человек.
Население статистически обособленной местности по возрастному диапазону по данным переписи 2000 года распределилось следующим образом: 37,6 % — жители младше 18 лет, 6,5 % — между 18 и 24 годами, 39,8 % — от 25 до 44 лет, 15,1 % — от 45 до 64 лет и 1,0 % — в возрасте 65 лет и старше. Средний возраст жителей составил 29 лет. На каждые 100 женщин в Слипи-Холлоу приходилось 100,9 мужчин, при этом на каждые сто женщин 18 лет и старше приходилось 101,4 мужчин также старше 18 лет.
Средний доход на одно домашнее хозяйство в статистически обособленной местности составил 62 750 долларов США, а средний доход на одну семью — 70 441 доллар. При этом мужчины имели средний доход в 52 679 долларов США в год против 19 479 долларов среднегодового дохода у женщин. Доход на душу населения в статистически обособленной местности составил 20 781 доллар в год. 2,5 % от всего числа семей в округе и 2,7 % от всей численности населения находилось на момент переписи населения за чертой бедности, при этом 3,9 % из них были моложе 18 лет и 35,0 % — в возрасте 65 лет и старше.